# Љубавно писмо (Лусинда Рајли)
Љубавно писмо (енгл. The Love Letter) је роман Лусинде Рајли (енгл. Lucinda Riley) из 2018. године. Иако носи назив везан за тематику љубавних романа, ово дело је фикција и у извесној мери историјски роман.

## Историјат романа
Ауторка је почела да пише овај роман 1998. године. Имала је жељу да напише трилер о британској измишљеној краљевској породици. Али је то време било након смрти принцезе Дајане. Издавач је раскинуо уговор са Лусиндом. Тадашњи роман се звао Видети дупло. Много година касније, после више успешно објављених романа, издавач је желео да роман Видети дупло заслужује другу шансу. Роман је фикција и нема никакве везе са правом краљевском породицом или неким стварним животом.

## О делу
Радња је смештена у Лондону 1995. године. Млада новинарка је добила задатак да напише чланак о сахрани чувеног глумца сер Џејмса Харисона који је преминуо у 95 години живота. Проналаском писма се открива мрачна тајна која је покушавана да се сакрије дуже од седамдесет година. Роман обилује заплетима, догађајима из прошлости, али садржи и романтичне тренутке. Све то утиче на напетост романа.

### Главни ликови
- Сер Џејмс Харисон, један од највећих глумаца своје генерације
- Џоана Хаслам, новинарка која пише чланак о сахрани сер Џејмса Харисона

## О писцу
Лусинда Рајли је позната по љубавним романима. Ауторка је бестселера Седам сестара. Књиге су јој преведене на преко 30 језика и продане у 15 милиона примерака широм света.